# Logements sociaux du n°182 de la rue Gray à Ixelles
 (juin 2021).
Les logements sociaux du numéro 182 rue Gray, sont représentatifs de l'évolution de l'architecture dans la commune d'Ixelles. C'est une rénovation des anciens logements ouvriers des numéros 180 au 198. De sa construction à sa rénovation, cet édifice aura soulevé de nombreuses questions auxquelles seront sujettes les autres infrastructures de la rue.

## Contexte
Avant sa construction, la rue Gray, aussi appelée chaussée Vandersmissen, est un sentier bordé d’étangs, longeant le ruisseau de Maelbeek, dont les crues sont canalisées vers ces étangs. L’avenue de la Couronne est créée en 1880, et forme un axe reliant le Palais royal de Bruxelles aux casernes. Pour que l’avenue ne soit pas en pente, un remblai est réalisé à sa construction et a pour résultat la création d’une vallée de logements (dont la rue Gray) en amont pour stabiliser le talus de l’avenue. Le voûtement du Maelbeek a été fait en 1856-1872 pour la collecte des égouts.
Cette intervention a lieu en même temps que la création de la rue Gray où des logements ouvriers sont construits près du viaduc de l’avenue de la Couronne. Les façades qui servent de soutènement au talus sont aveugles. Lors de ces interventions, des erreurs de calcul de débit provoquent des inondations fréquentes qui dégradent les bâtiments de la rue. Les murs aveugles de douze mètres de haut des logements, sont sujets à d’importants problèmes d’humidité et d’inondations en raison desquels les habitations sont déclarées insalubres. Plusieurs solutions sont proposées.
En 1973, les parties se mettent d’accord sur la création de collecteurs en élargissant la rue Gray. Cinq ans après une proposition est ouverte sans intervention directe sur la rue, par la création d’un bassin d’orage sous la place Flagey et aux abords des étangs d’Ixelles. Ces propositions sont suivies de débats sur la destruction ou la conservation de la rue, bloquant la décision d’une solution aux inondations. En raison de l’implantation de la rue en vallée et de sa situation, le quartier d’habitation de type ouvrier, deviendra une zone hétérogène de précarité et défavorisée par rapport au contexte général. Une opération du nom de Couronne-Invest est proposée à la fin du XXe siècle pour une liaison piétonne avec l’avenue de la Couronne, pour remédier à l’état délabré des numéros 180 à 182 particulièrement.
Les édifices sont rachetés par la commune qui ouvre une proposition de réaménagement en 2000, le projet du bureau GS3 architectes associés (reprise de 2005 du Groupe Structures) sera sélectionné. La rue Gray aura donc été sujette à des débats et en constante évolution.

## Projet GS³
Le projet du bureau GS³ est la proposition de rénovation, en logement sociaux, des numéros 180 au 198 rue Gray à Ixelles, situés sous le viaduc de l’avenue de la Couronne. Malgré son prix élevé de quatre millions cinq cent mille euros, ce projet est choisi par la commune, parce qu’il conserve les maisons initiales pour les rénover en quatorze logements de typologies différentes sur une superficie de mille six cent cinquante mètres carrés.
Il forme un bâtiment de cinq mètres et demi de large sur quatre-vingts mètres de long. Un étage est ajouté, et forme une continuité avec la toiture traitée en cinquième façade que l’on peut apercevoir depuis l’avenue de la Couronne. Le talus sur lequel s’appuie le mur aveugle est descendu d’un étage pour éviter des infiltrations d’eau en créant des jardins privatifs. C’est la construction de logements sociaux dans laquelle la commune a le plus investi entre 2005 et 2010 à Ixelles.

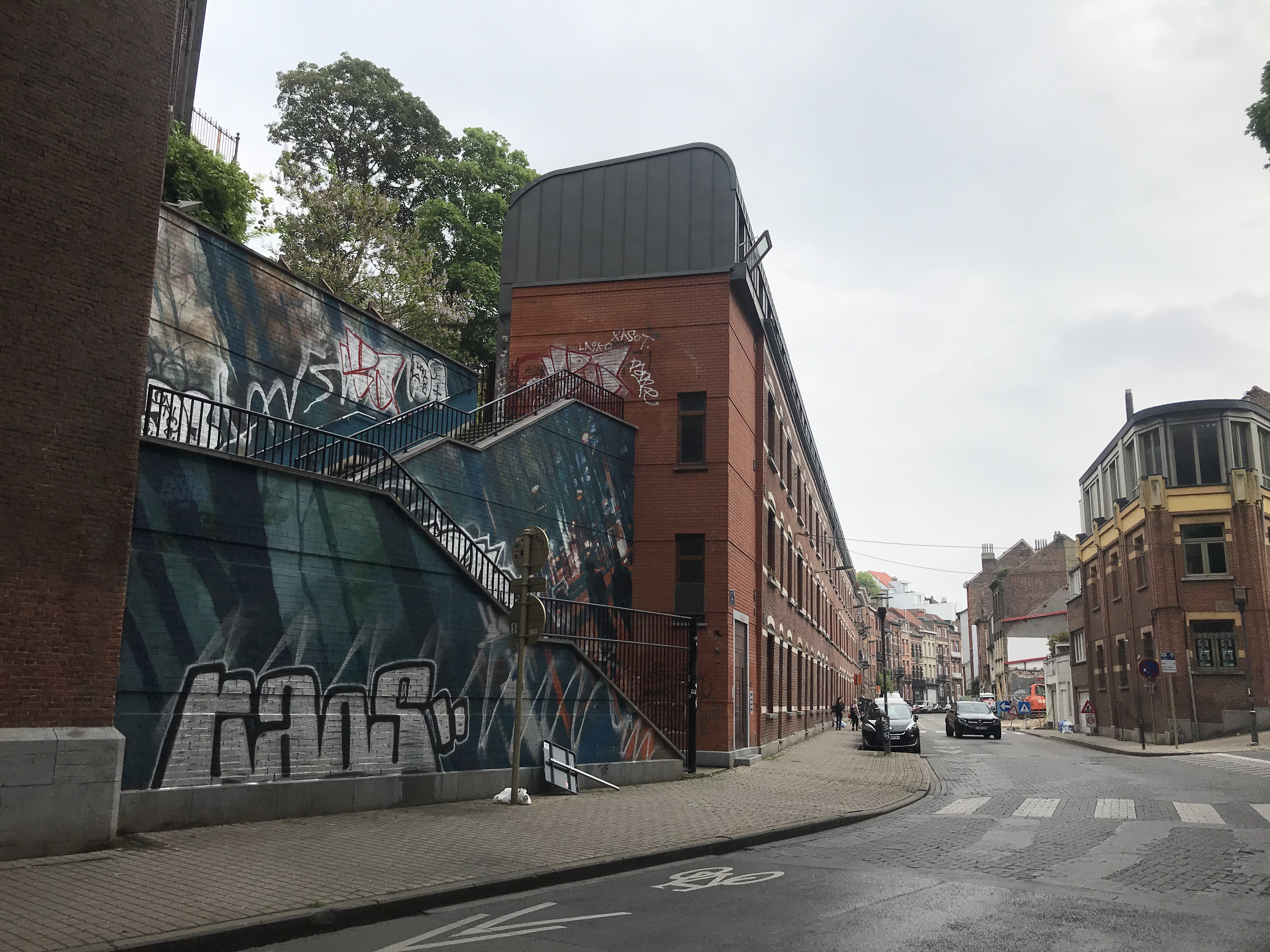
Façade rue.
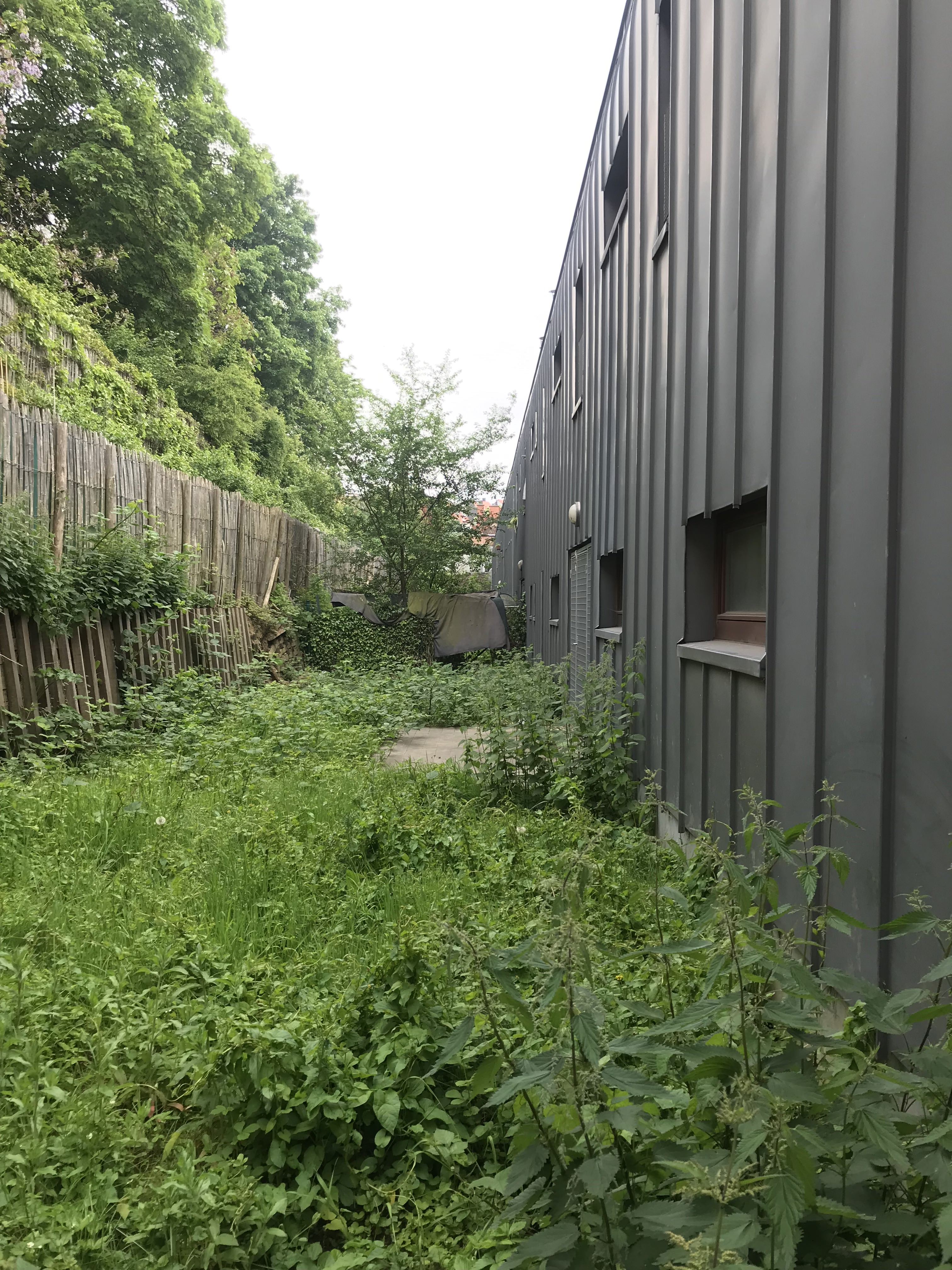
Jardins privatifs.

### Façade
L’ancienne façade est conservée. La typologie existante correspond aux logements ouvriers de 1915, mais ne représente pas l’agencement intérieur actuel des logements. Les structures des deux logements situés près du viaduc n’ont pas pu être conservées. Les logements sont détruits et remplacés par un escalier qui établit une transition et sert de passage. Les façades de chaque unité en briques ont été nettoyées et préservées. Elles sont composées de manière symétrique, en trois travées séparées de bandeaux blancs, les arcades et les cornières métalliques sont d’origine, et repeintes. Certaines variations sont présentes dans la matérialité des arcades. En effet, lors de la construction les architectes constatent que les logements ouvriers n’ont pas été construits en une fois,.
Au rez-de-chaussée de chaque unité, une porte est située dans l’axe central, elle est entourée de chaque côté de deux fenêtres dont la largeur représente deux fois celle de la porte. Les entrées des logements ne se font pas à chaque porte, certaines ne sont conservées que pour la façade. Le pavé du trottoir est distingué au niveau des entrées. Les portes qui sont utilisées en tant qu’entrée sont opaques et distinctes de celles d’origine, et leur seuil se trouve au même niveau que le trottoir, accessibles aux personnes à mobilité réduite. La différence de proportion est conservée pour le deuxième et le troisième étage. Le quatrième niveau est une extension en contraste avec le reste de la façade, ses baies sont de dimensions plus petites et sont alignées aux axes des étages inférieurs. Elle est faite en une coque souple recouverte de zinc, qui continue de la toiture et la façade arrière des jardins privatifs. La façade évoque donc un contraste entre la partie conservée et la rénovation, qui n’est visible qu’au dernier niveau, ainsi qu’en empruntant les escaliers.

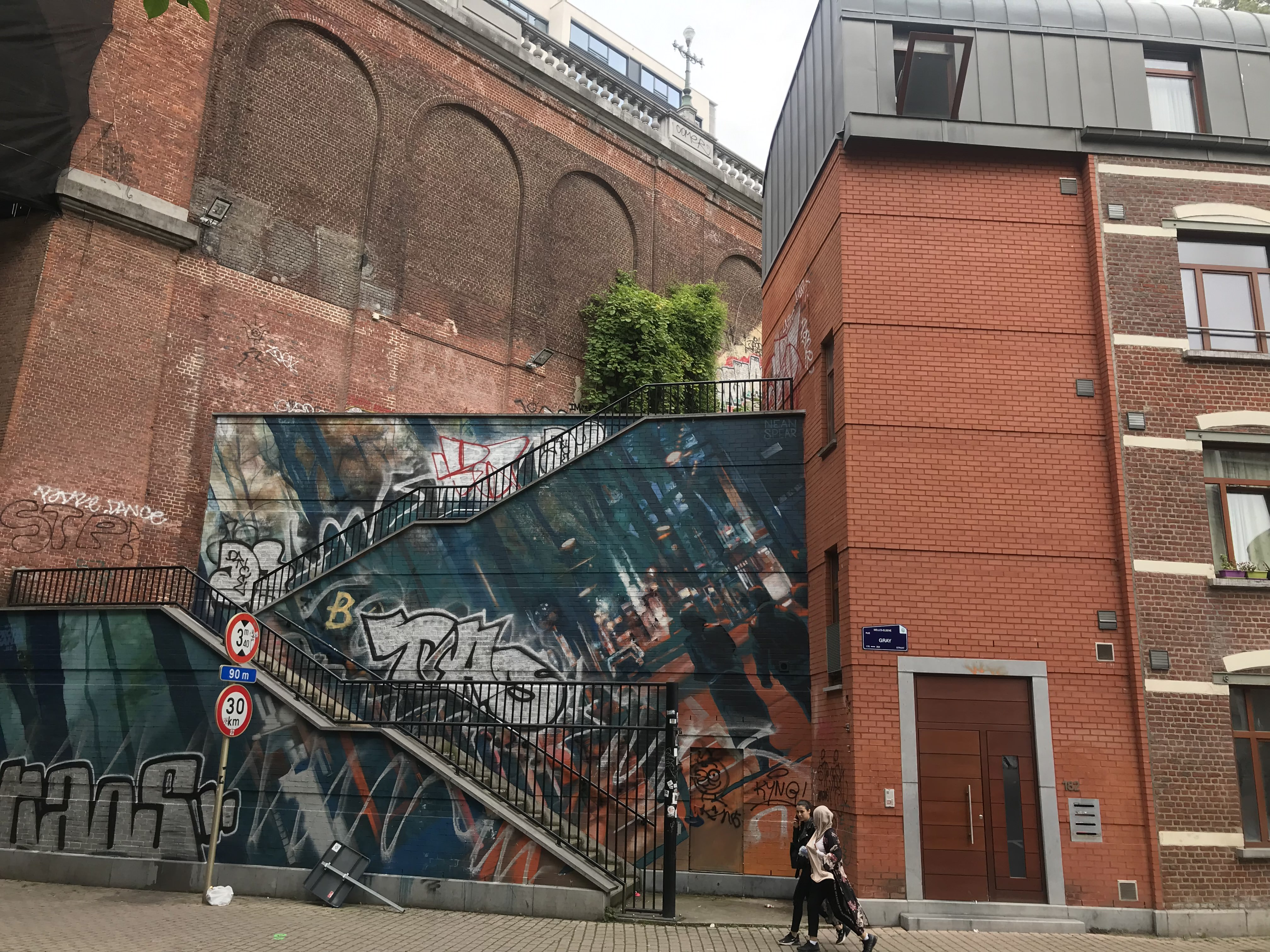
Passage.
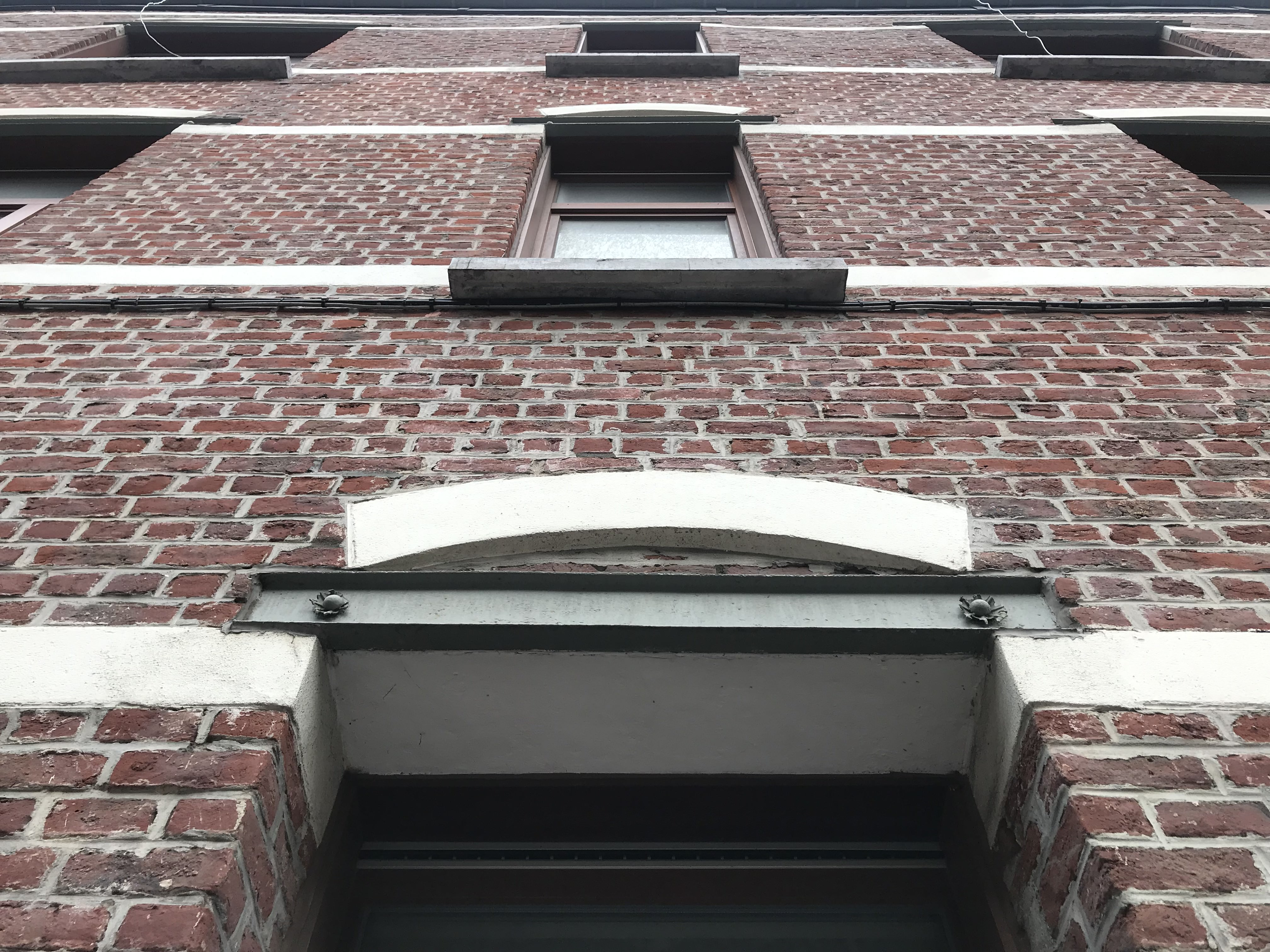
Détail.
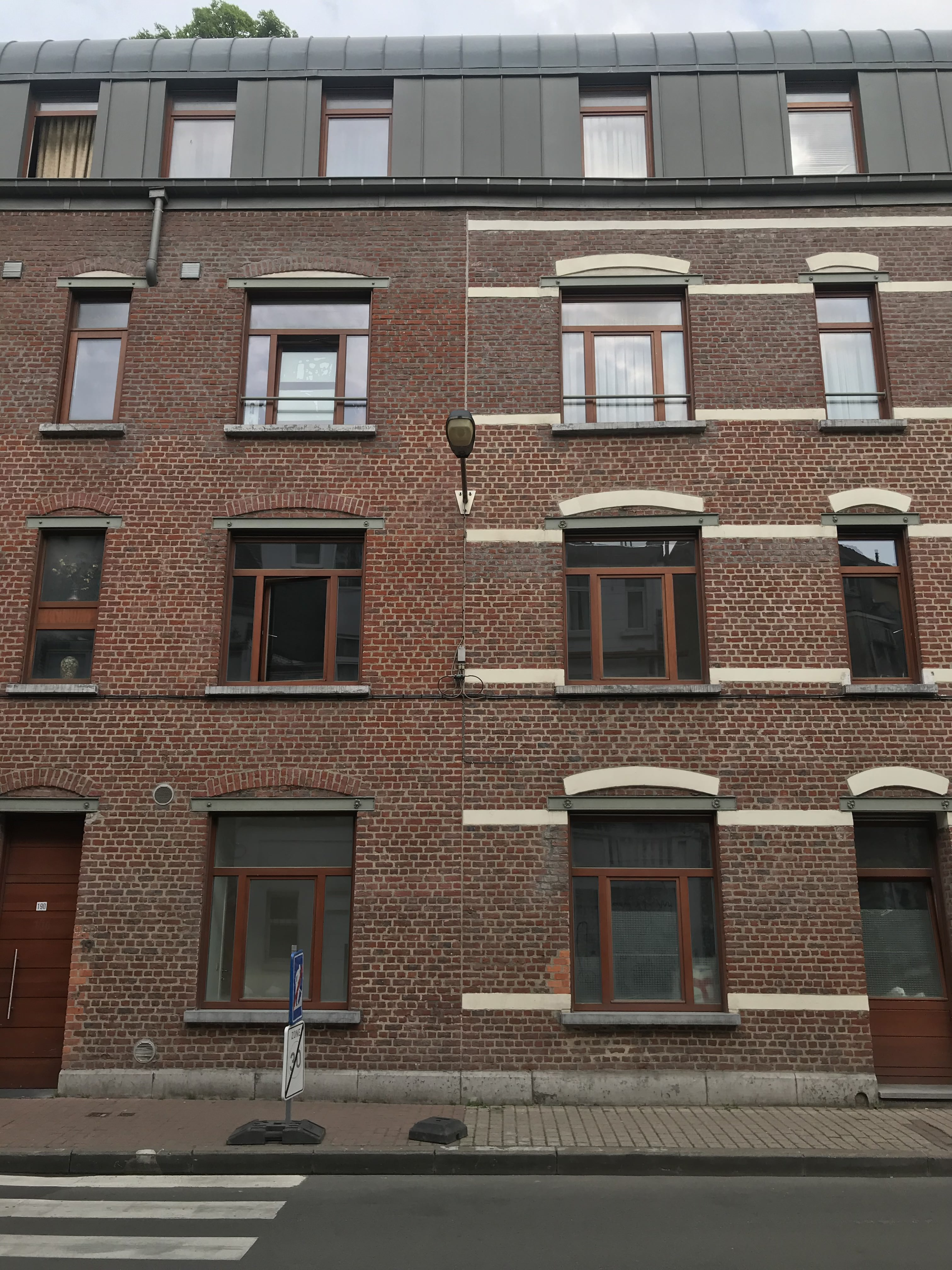
Façades différentes.
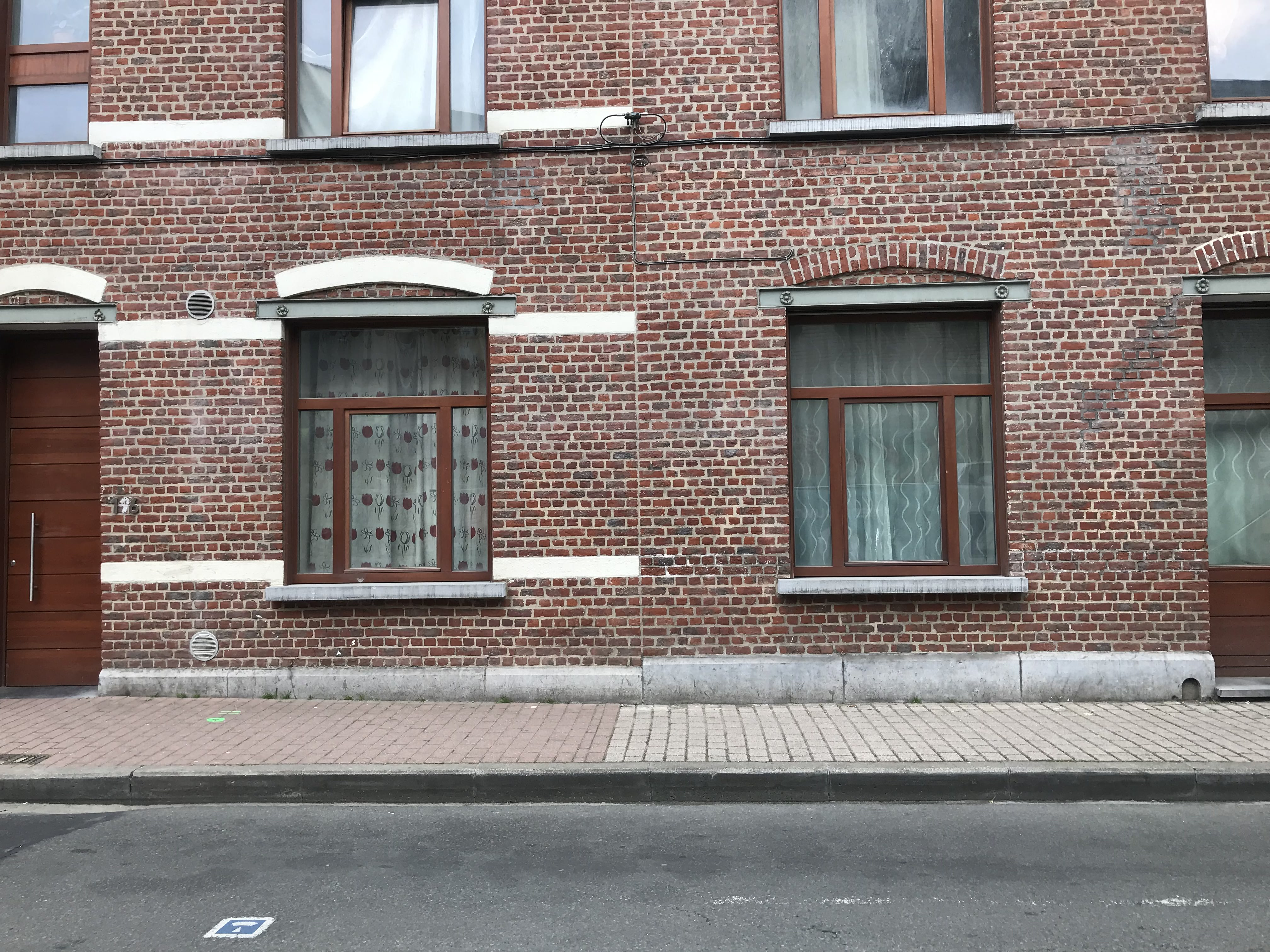
Porte d'entrée à gauche.

## Problématique actuelle
En 2016, les façades aveugles et enterrées des logements situés aux niveaux inférieurs, subissent de graves infiltrations d’eau et sont déclarés impropres à l’habitation. Par ailleurs, plusieurs projets qui avaient été proposés à la demande de réaménagement impliquaient la destruction des logements existants, en reconstruisant des logements avec une implantation de configuration différente.
Il semble donc que les solutions choisies jusqu’ici pour les numéros 180-198 de la rue Gray n'ont pas répondu aux problèmes d’inondations du contexte.
La problématique provient donc de la raison même   pour laquelle les logements ouvriers de la rue Gray ont été construits. Il semblerait que la rénovation de ces derniers n’ait pas été adaptée à la typologie ouvrière existante, et qu’elle ne répond pas aux problématiques contextuelle des logements. L’avenir de ces logements semble donc être portée entre la conservation d’un patrimoine ou une nouvelle implantation.

### Sources
- Reuter, Sylvie. Contrat de quartier du général au particulier : étude du contrat de quartier de la rue Gray. Mémoire : Architecture, La cambre, 1997.
- Rouyet, Yves. Espaces, paysages, territoires : chapitre 1 : Rivières et bassins de drainage. Diapositives, Université libre de Bruxelles, 2018.